# Torture
Torture är det tolfte studioalbumet av det amerikanska death metal-bandet Cannibal Corpse, utgivet den 13 mars 2012 av skivbolaget Metal Blade Records. Albumet producerades på Sonic Ranch av Hate Eternals gitarrist Erik Rutan.

## Bakgrund
Inspelningen påbörjades efter att bandet hade tillbringat sju månader att skriva och repetera nytt material. Bandet har haft stor framgång med de två senaste albumen med Erik Rutan som producent och beslutade att arbeta med honom ännu en gång. Bandet valde dock att återvända till Sonic Ranch Studios i Texas, där de spelat in ett antal av sina tidigare album.
Torture är det första albumet på åtta år som visar explicit våld på omslaget (det senaste var The Wretched Spawn). Albumet har två olika omslag: ett censurerat och ett ocensurerat. Den censurerade versionen har en flik som döljer det blodiga omslaget och som endast kan öppnas då plastförseglingen har avlägsnats.

## Låtlista
| Nr           | Titel                        | Text         | Musik        | Längd |
| ------------ | ---------------------------- | ------------ | ------------ | ----- |
| 1.           | Demented Aggression          | Mazurkiewicz | O'Brien      | 3:14  |
| 2.           | Sarcophagic Frenzy           | Barrett      | Barrett      | 3:42  |
| 3.           | Scourge of Iron              | Webster      | Webster      | 4:44  |
| 4.           | Encased in Concrete          | Mazurkiewicz | Barrett      | 3:13  |
| 5.           | As Deep as the Knife Will Go | Mazurkiewicz | O'Brien      | 3:25  |
| 6.           | Intestinal Crank             | Webster      | Webster      | 3:54  |
| 7.           | Followed Home Then Killed    | Mazurkiewicz | O'Brien      | 3:36  |
| 8.           | The Strangulation Chair      | Webster      | Webster      | 4:09  |
| 9.           | Caged... Contorted           | Barrett      | Barrett      | 3:53  |
| 10.          | Crucifier Avenged            | Webster      | Webster      | 3:46  |
| 11.          | Rabid                        | Webster      | Webster      | 3:04  |
| 12.          | Torn Through                 | Mazurkiewicz | O'Brien      | 3:11  |
| Total längd: | Total längd:                 | Total längd: | Total längd: | 43:51 |

| 13. | Death Walking Terror (live) | Webster               | 3:34 |
| 14. | Make Them Suffer (live)     | Mazurkiewicz, O′Brien | 3:08 |
| 15. | Disfigured (live)           | Fisher, Webster       | 3:29 |

## Medverkande
Musiker (Cannibal Corpse-medlemmar)
- George "Corpsegrinder" Fisher – sång
- Pat O'Brien – elgitarr
- Rob Barrett – elgitarr
- Alex Webster – basgitarr
- Paul Mazurkiewicz – trummor

Produktion
- Erik Rutan – producent, ljudtekniker, ljudmix
- Rob Caldwell – ljudtekniker
- Brian Elliott – ljudtekniker
- Jerry Ordonez – assisterande ljudtekniker
- Adrian Lozano – assisterande ljudtekniker
- Charles Godfrey – assisterande ljudtekniker
- Alan Douches – mastering
- Brian Ames – omslagsdesign
- Vince Locke – omslagskonst
- Alex Morgan – foto